# Открытый чемпионат (гольф)
Открытый чемпионат (англ. The Open Championship), или Открытый чемпионат Великобритании по гольфу — старейшее соревнование по гольфу, входящее в число четырёх крупнейших профессиональных турниров, так называемых «мейджоров», единственное, проходящее не на территории США. Турнир проводит объединение компаний R&A, организующее все турниры за пределами США и Мексики.
Чемпионат проходит ежегодно с 1860 года на полях Англии или Шотландии. В 1951 и 2019 годах чемпионат принимала Северная Ирландия.
Начиная с 1980 года Открытый чемпионат проводится по уикендам, начиная с третьей пятницы июля. Ранее, с 1966 по 1979 годы, чемпионат начинался в среду, а финальный раунд проходил по субботам. До 1966 года два финальных раунда назначались на пятницу, а до 1926 года четыре раунда разыгрывались в течение двух дней.
Хронологически это четвёртый крупнейший чемпионат года после Мастерс, Чемпионата PGA и Открытого чемпионата США.
Призовой фонд 2023 года составил 16,5 млн долларов США, а приз за первое место 3 млн долларов. Призовой фонд вырос более чем в 1,5 раза с 2017 года. Эта сумма примерно соответствует призовым фондам остальных крупнейших турниров. Призом победителю служит серебряный кларетный кувшин, изготовленный в 1872 году эдинбургской фирмой «Mackay Cunningham & Company». На подставке кувшина гравируются имена победителей с указание года соответствующего чемпионата.
На Открытом чемпионате игроки проходят 72 лунки с отсечкой после 36 лунок. Во вторую часть турнира проходят игроки, занявшие первые 70 мест (включая места, разделённые между игроками). Уникальной особенности среди «меджоров» является формат плей-офф, в котором победитель определяется на четырёх лунках и продолжается до первой победы на лунке, если они были пройдены за равное число ударов. Этот формат введён в 1986 году, но впервые пригодился на чемпионате 1989 года. Ранее, до 1964 года, плей-офф проводился на 36 лунках, затем на 18 лунках.

## Победители
| Год  | Чемпион                                | Удары                                  | До пара                                | Отрыв                                  | Приз ($)                               | Второе место                                            | Поле                                   |
| ---- | -------------------------------------- | -------------------------------------- | -------------------------------------- | -------------------------------------- | -------------------------------------- | ------------------------------------------------------- | -------------------------------------- |
| 2024 | Сандер Шауффеле                        | 275                                    | –9                                     | 2                                      | 3 100 000                              | Билли Хоршел Джастин Роуз                               | Royal Troon                            |
| 2023 | Брайан Хармен                          | 271                                    | –13                                    | 6                                      | 3 000 000                              | Джейсон Дэй Том Ким Хон Рам Зепп Страка                 | Royal Liverpool                        |
| 2022 | Кэмерон Смит                           | 268                                    | –20                                    | 1                                      | 2 500 000                              | Кэмерон Янг                                             | Old Course at St Andrews               |
| 2021 | Коллин Морикава                        | 265                                    | –15                                    | 2                                      | 2 160 000                              | Джордан Спит                                            | Royal St George's                      |
| 2020 | турнир отменён из-за пандемии COVID-19 | турнир отменён из-за пандемии COVID-19 | турнир отменён из-за пандемии COVID-19 | турнир отменён из-за пандемии COVID-19 | турнир отменён из-за пандемии COVID-19 | турнир отменён из-за пандемии COVID-19                  | турнир отменён из-за пандемии COVID-19 |
| 2019 | Шейн Лоури                             | 269                                    | –15                                    | 6                                      | 1 935 000                              | Томми Флитвуд                                           | Royal Portrush                         |
| 2018 | Франческо Молинари                     | 276                                    | –8                                     | 2                                      | 1 890 000                              | Кевин Киснер Рори Макилрой Джастин Роуз Сандер Шауффеле | Carnoustie                             |
| 2017 | Джордан Спит                           | 268                                    | –12                                    | 3                                      | 1 845 000                              | Мэтт Кучар                                              | Royal Birkdale                         |
| 2016 | Хенрик Стенсон                         | 264                                    | –20                                    | 3                                      | 1 175 000                              | Фил Микельсон                                           | Royal Troon                            |
| 2015 | Зак Джонсон                            | 273                                    | –15                                    | плей-офф                               | 1 150 000                              | Марк Лейшман Луи Остхёйзен                              | Old Course at St Andrews               |
| 2014 | Рори Макилрой                          | 271                                    | –17                                    | 2                                      | 975 000                                | Рики Фаулер Серхио Гарсия                               | Royal Liverpool                        |
| 2013 | Фил Микельсон                          | 281                                    | –3                                     | 3                                      | 945 000                                | Хенрик Стенсон                                          | Muirfield                              |
| 2012 | Эрни Элс (2)                           | 273                                    | –7                                     | 1                                      | 900 000                                | Адам Скотт                                              | Royal Lytham & St Annes                |
| 2011 | Даррен Кларк                           | 275                                    | –5                                     | 3                                      | 900 000                                | Дастин Джонсон Фил Микельсон                            | Royal St George's                      |
| 2010 | Луи Остхёйзен                          | 272                                    | –16                                    | 7                                      | 850 000                                | Ли Уэствуд                                              | Old Course at St Andrews               |